# Журавинка (Минская область)
Журави́нка (бел. Жураві́нка) — деревня в Боровском сельсовете Дзержинского района Минской области Беларуси. Находится в 15-и километрах от Дзержинска, 55-и километрах от Минска, а также в 18-и километрах от железнодорожной станции Негорелое.

## Название
Название Журавинка (до 1964 года — Сыроватки) было дано селу вместо старого, якобы неблагозвучного. Топоним происходит от бел. журавіны — клюква.

## История
Известна со 2-й половины XVIII века, как деревня Сыроватки в Минском повете Минского воеводства Великого княжества Литовского. После второго раздела Речи Посполитой в 1793 году, находилась в составе Российской империи.
В 1800 году в деревне было 7 дворов, где проживали 29 жителей деревни, которая находилась в составе Рубежевичской волости, принадлежавшего Доминику Радзивиллу. В 1858 году здесь проживали 18 душ мужского пола, тогда же деревня была владением князя Витгенштейна. Во второй половине XIX — начале XX века — деревня в Рубежевичской волости Минского уезда. В 1897 году, по данным первой всероссийской переписи, в Сыроватках  — 9 дворов, 81 житель.
В 1917 году насчитывалось 17 дворов и 127 проживающих в деревне жителей. С 9 марта 1918 года в составе провозглашённой Белорусской Народной Республики, однако фактически находилась под контролем германской военной администрации. С 1 января 1919 года в составе Советской Социалистической Республики Белоруссия, а с 27 февраля того же года в составе Литовско-Белорусской ССР, летом 1919 года деревня была занята польскими войсками, после подписания рижского мира — в составе Белорусской ССР. 
С 20 августа 1924 года находилась в Полоневичском сельсовете (с 25 июля 1932 года по 23 августа 1936 года — национальном польском) Койдановского (с 29 июня 1932 года — Дзержинском) районе Минского округа. С 31 июля 1937 года — в составе Минского района, с 4 февраля 1939 года — в восстановленном Дзержинском районе Минской области (создана 20 февраля 1938 года. В 1926 году, по данным первой всесоюзной переписи, в деревне 19 дворов, 106 жителей. В годы коллективизации создан колхоз «Красный маяк».
В Великую Отечественную войну с 28 июня 1941 год по 7 июля 1944 года была захвачена немецко-фашистскими оккупантами. На фронте погибли 6 жителей деревни.
16 июля 1954 года деревня была передана из состава упразднённого Полоневичского сельсовета в состав Боровского сельсовета. В 1960 году здесь 68 жителей, деревня — центр колхоза «Маяк». 30 июля 1964 года деревня Сыроватки, указом Президиума Верховного Совета БССР была переименована в Журавинку. В 1991 году в деревни проживали 122 человека, насчитывалось 42 хозяйства. По состоянию на 2009 год деревня — центр ОАО «Маяк-78» (135 сотрудников), в деревне расположен лакокрасочный завод.

## Улицы
По состоянию на октябрь 2019 года в деревне Журавинка насчитывается 9 улиц:
- Центральная улица (бел. Цэнтральная вуліца);
- Почтовая улица (бел. Паштовая вуліца);
- Садовая улица (бел. Садовая вуліца);
- Молодёжная улицы (бел. Маладзёжная вуліца);
- Вишнёвая улица (бел. Вішнёвая вуліца);
- Зелёная улица (бел. Зялёная вуліца);
- Луговая улица (бел. Лугавая вуліца);
- Почтовый переулок (бел. Паштовы завулак);
- Луговой переулок (бел. Лугавы завулак).

## Достопримечательности
- На кладбище имеется братская могила советских воинов, где похоронены 33 воина, которые погибли в боях против фашистских захватчиков в июне 41-го и июле 44-го года при освобождении окрестностей. В 1957 году над могилой был установлен обелиск[11].

## Население
| Численность населения (по годам) | Численность населения (по годам) | Численность населения (по годам) | Численность населения (по годам) | Численность населения (по годам) | Численность населения (по годам) | Численность населения (по годам) | Численность населения (по годам) |
| 1800                             | 1897                             | 1909                             | 1917                             | 1926                             | 1960                             | 1991                             | 1999                             |
| -------------------------------- | -------------------------------- | -------------------------------- | -------------------------------- | -------------------------------- | -------------------------------- | -------------------------------- | -------------------------------- |
| 29                               | ↗ 81                             | ↗ 92                             | ↗ 127                            | ↘ 106                            | ↘ 68                             | ↗ 122                            | ↗ 274                            |
| 2010                             | 2017                             | 2018                             | 2020                             | 2021                             | 2022                             |                                  |                                  |
| ↘ 258                            | ↗ 279                            | ↗ 283                            | → 283                            | ↘ 262                            | → 262                            |                                  |                                  |

## Инфраструктура
- Сельский дом культуры д. Журавинка;
- почтовое отделение «Белпочты»;
- продуктовый магазин «Родны Кут».

## Пейзажи деревни

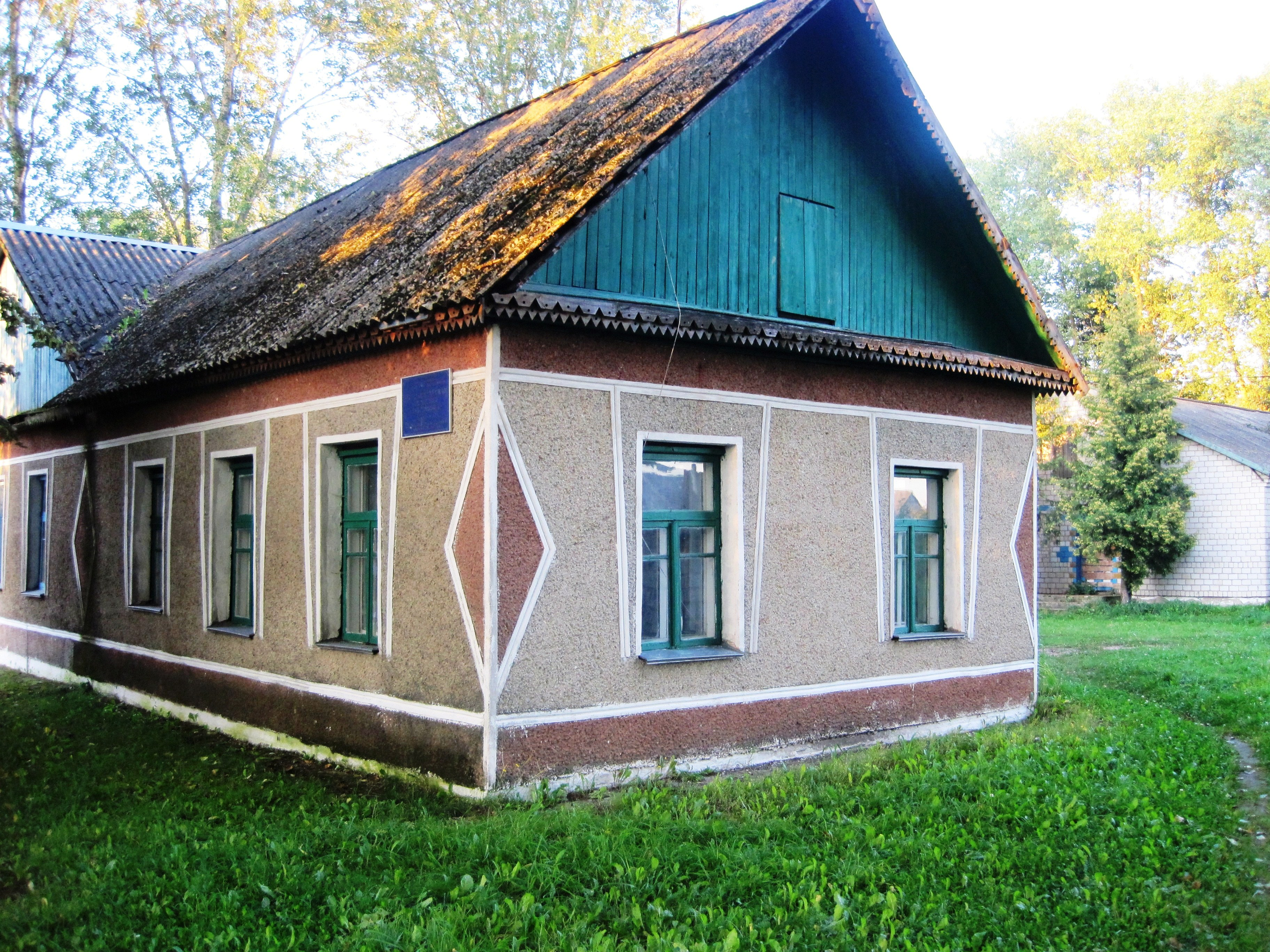
Дом культуры
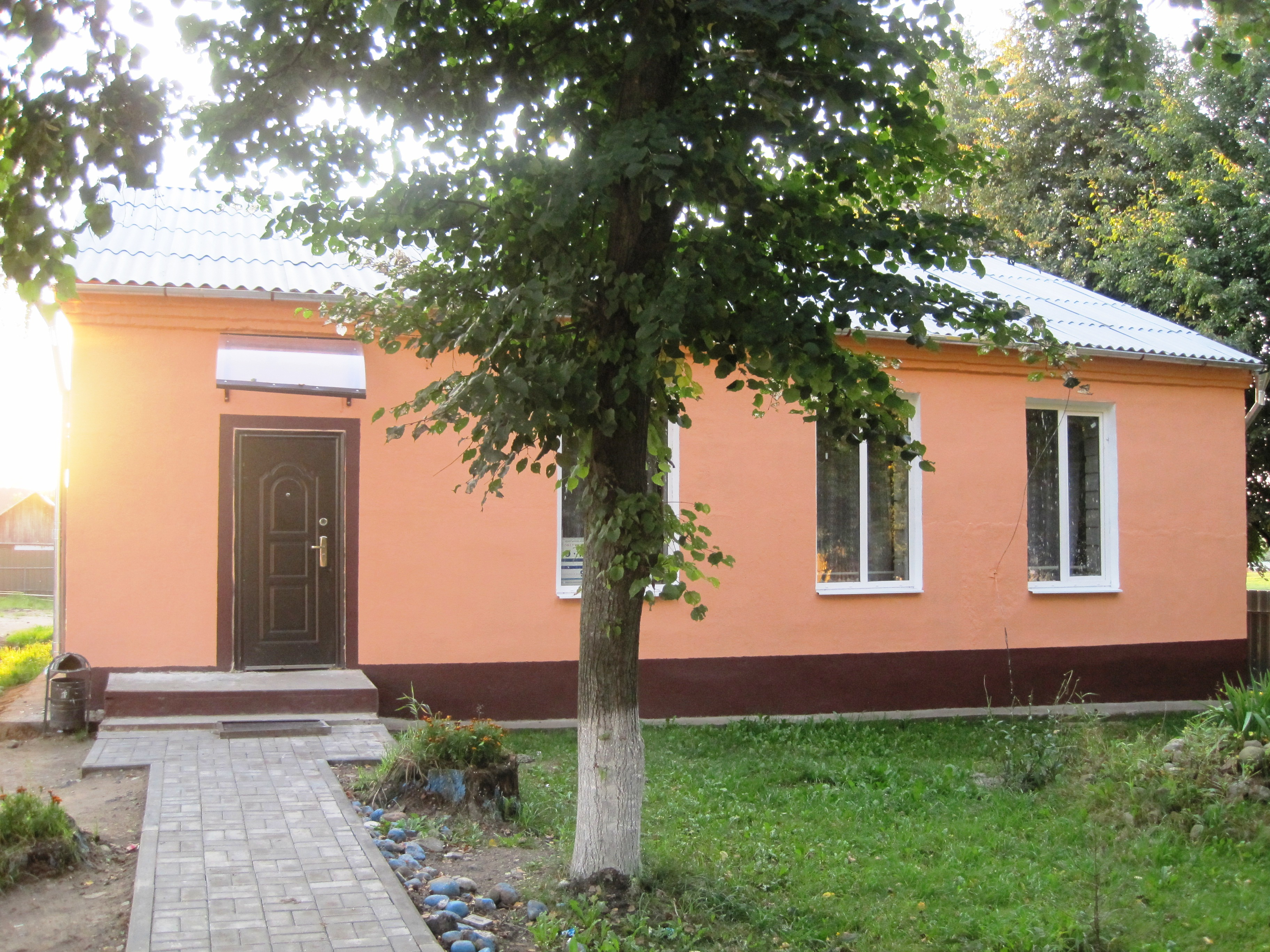
Продуктовый магазин
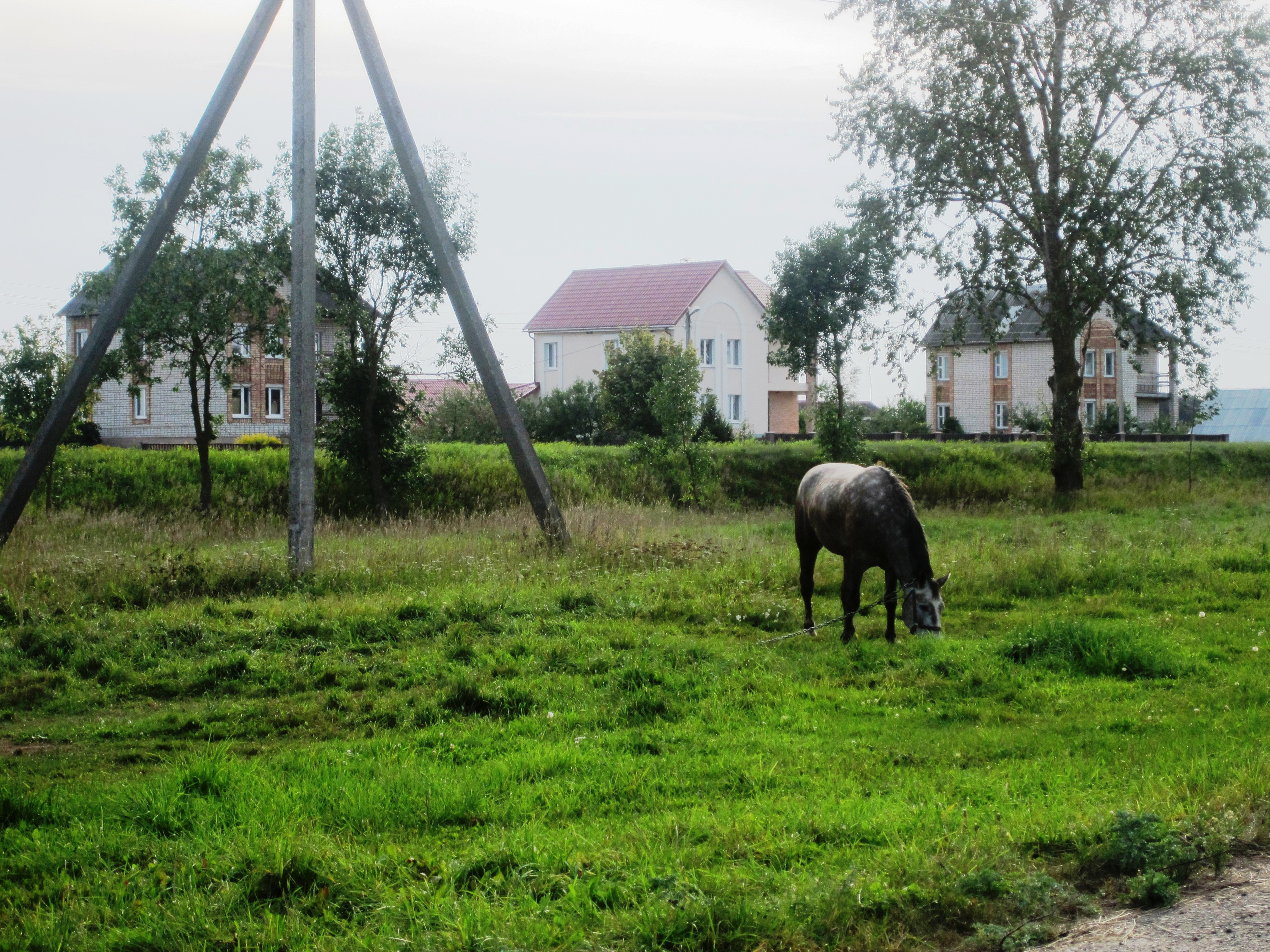
Новая застройка
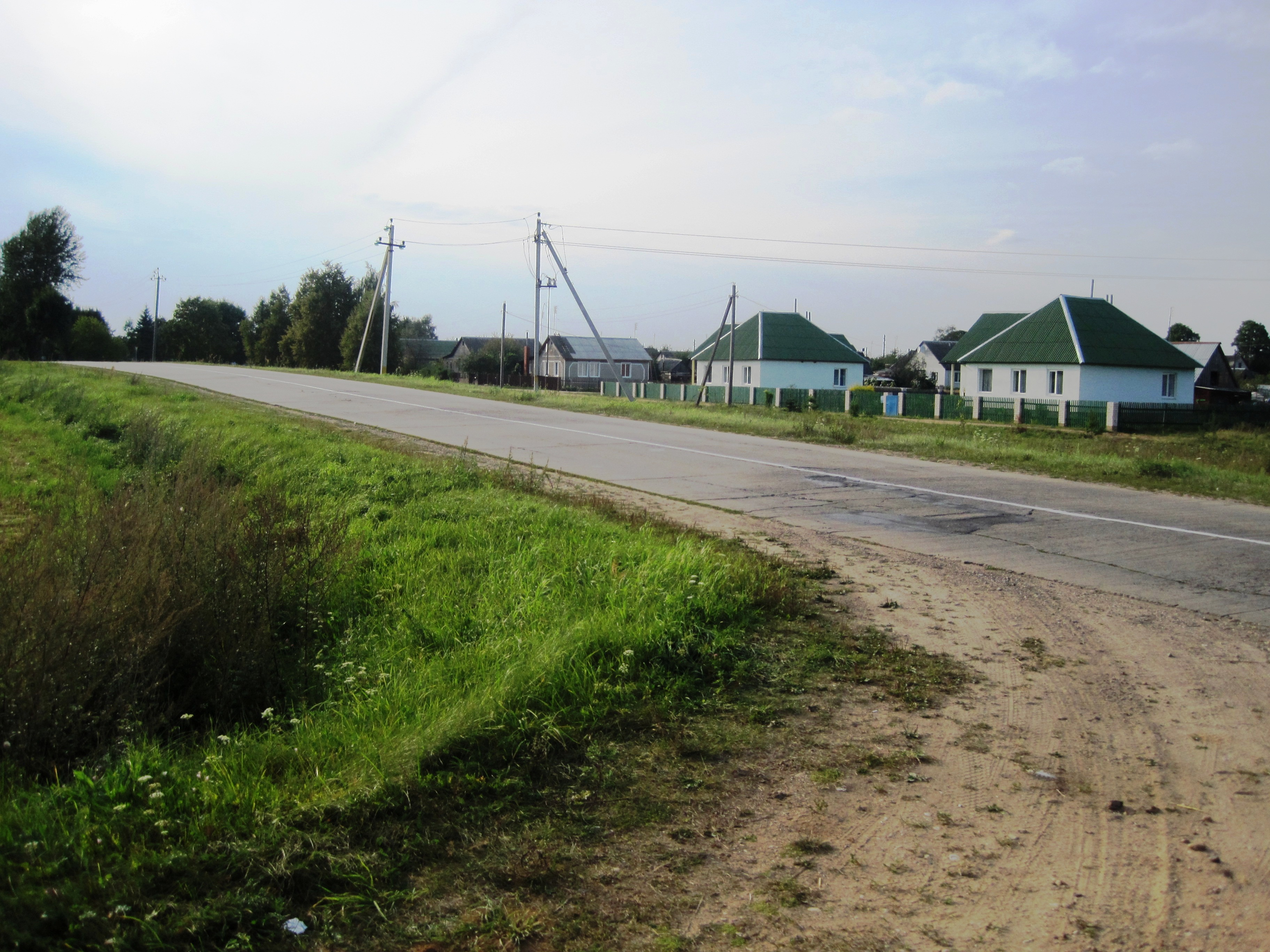
Въезд в деревню со стороны Минска
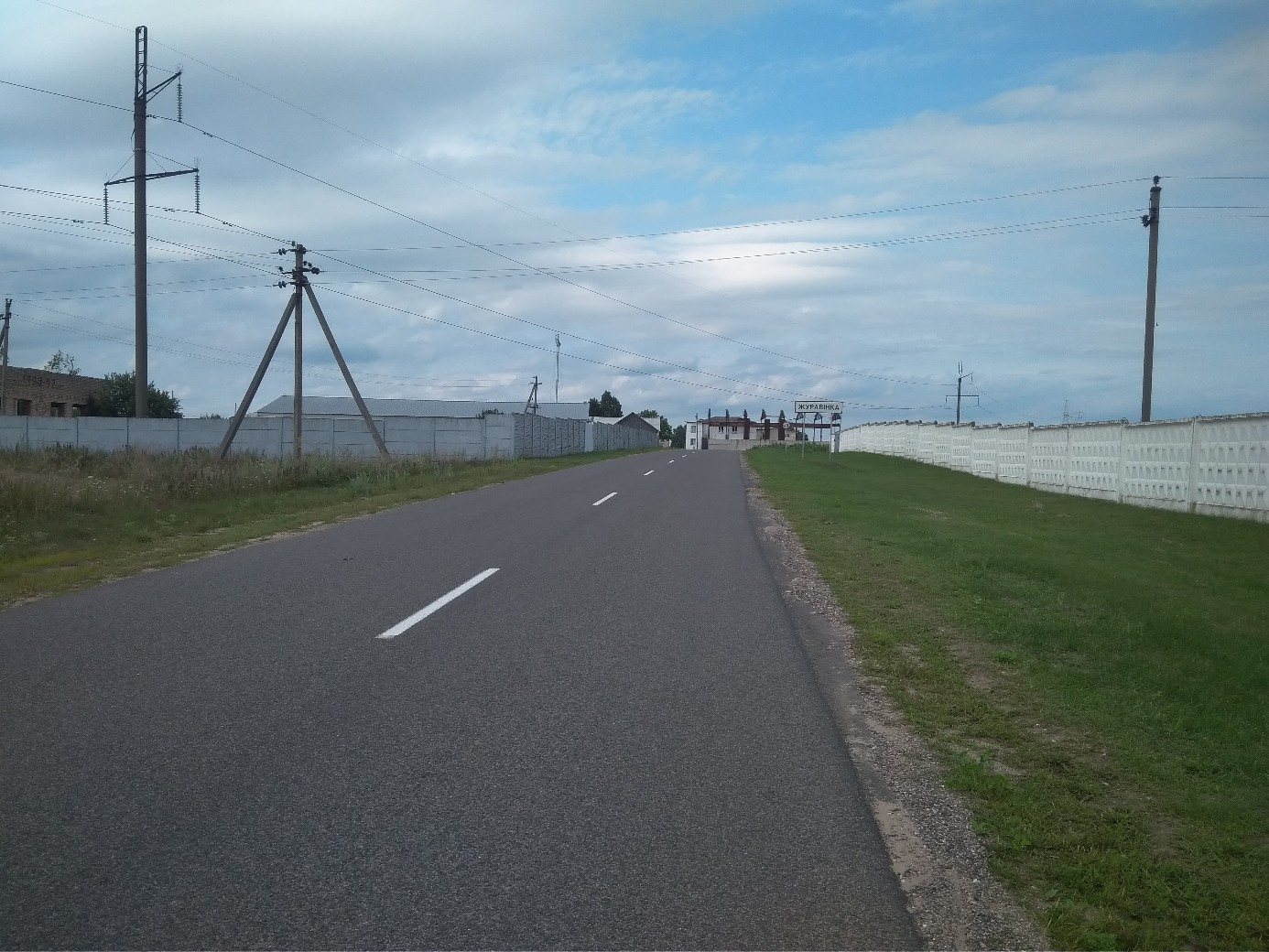
Промышленная зона деревни Журавинка